# 沃尔高·达尼埃尔
沃尔高·达尼埃尔（匈牙利語：Varga Dániel，1983年9月25日—），匈牙利男子水球运动员。他曾代表匈牙利参加2008年、2012年和2016年夏季奥林匹克运动会水球比赛，获得一枚金牌。